# Volochysk
Volochysk (tiếng Ukraina: Волочиськ) là một thành phố của Ukraina. Thành phố này thuộc tỉnh Khmelnytskyi. Thành phố này có diện tích ? km2, dân số theo điều tra dân số năm 2001 là 20958 người.